# 万军山遗址
万军山遗址位于河北省迁安市杨各庄镇万军村北50米处的万军山上。1998年，被列为唐山市第二批市级文物保护单位，2013年5月，被中华人民共和国国务院列入第七批全国重点文物保护单位。